# De l'assujettissement des femmes
De l'assujettissement des femmes (The Subjection of Women en anglais) est un essai de John Stuart Mill publié en 1869. L'auteur y défend des idées développées conjointement avec son épouse Harriet Taylor Mill en faveur de l'égalité entre les sexes et du droit de vote des femmes.
L'essai s'inscrit dans le courant féministe, et ses fondements théoriques sont à la fois l'utilitarisme et la pensée libérale du XIXe siècle.

## Contexte

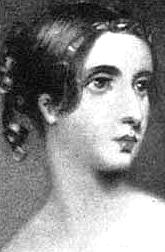
Harriet Taylor Mill.

De l'assujettissement des femmes est publié en 1869 au Royaume-Uni, dans un contexte où l'inégalité entre les sexes est inscrite dans la loi et profondément ancrée dans les mœurs, mais pourtant commence à être contestée. 
À l'époque, les femmes sont généralement soumises à leur mari et/ou leur père. L'opinion dominante prétend qu'elles sont à la fois physiquement et mentalement inférieures aux hommes, et qu'il faut en conséquence « veiller sur elles ». Cette opinion trouve ses justifications d'une part dans une conception religieuse hiérarchique des rapports homme/femme au sein de la famille, et d'autre part dans des théories sociales basées sur le biologisme (ou déterminisme biologique). Dans ce XIXe siècle industriel, l'archétype décrivant la femme idéale comme une mère, épouse et ménagère est particulièrement puissant. Des penseurs influents comme John Ruskin défendent la thèse d'une différence naturelle entre l'homme et la femme, réservant la sphère publique au premier et la sphère domestique à la seconde.
En défendant la thèse de l'égalité entre les sexes, John Stuart Mill attaque donc de front les normes sociales en vigueur dans toute l'Europe. Il s'oppose à la fois aux usages et à l'idéologie qui régnaient à son époque. En cela, on peut qualifier sa prise de position d'avant-gardiste. 
De même, quelques années avant la publication de ce livre-ci, John Stuart Mill avait déjà appuyé la première campagne en Angleterre pour l'extension du droit de vote aux femmes, qui commence en 1866 avec le dépôt au Parlement d'une pétition pour le droit de vote des femmes, et qui aboutira, à la suite de son échec, à la création en décembre 1867 du premier mouvement suffragiste, la National Society for Women's Suffrage.

## Élaboration de l’œuvre
John Stuart Mill crédita son épouse, Harriet Taylor Mill, en tant que co-auteure de De l'assujettissement des femmes. Au sujet de leur étroite collaboration intellectuelle, il affirma :
« Lorsque deux personnes partagent complètement leurs pensées et leurs spéculations, lorsqu'elles discutent entre elles, dans la vie de tous les jours, de tous les sujets qui ont un intérêt moral ou intellectuel, et qu'elles les explorent à une plus grande profondeur que celle que sondent d'habitude et par facilité les écrits destinés aux lecteurs moyens ; lorsqu'elles partent des mêmes principes, et arrivent à leurs conclusions par des voies suivies en commun, il est de peu d'intérêt, du point de vue de la question de l'originalité, de savoir lequel des deux tient la plume. Celui qui contribue le moins à la composition peut contribuer davantage à la pensée ; les écrits qui en sont le résultat sont le produit des deux pris ensemble, et il doit souvent être impossible de démêler la part qu'ils y ont chacun, respectivement, et d'affirmer laquelle appartient à l'un, et laquelle, à l'autre. Ainsi, au sens large, non seulement durant nos années de vie maritale, mais encore durant les nombreuses années de complicité qui les précédèrent, toutes mes publications furent tout autant les œuvres de ma femme que les miennes... »,
En 2009, Rosemarie Tong établit que John Start Mill est, au sens strict, le seul auteur de l'essai, mais il est également reconnu que la pensée de Stuart Mill au sujet du droit des femmes s'est en grande partie forgée au contact de son épouse, et que certains des arguments avancés dans son texte sont similaires à ceux développés par Harriet Taylor Mill dans son essai « De l'émancipation des femmes » (« The Enfranchisement of Women »), publié en 1851, – un texte par ailleurs considéré comme plus progressiste encore que celui de son mari. Certains supposent également que la fille d'Harriet Taylor Mill, Helen Taylor, a pu contribuer au texte.
Stuart Mill acheva la rédaction du texte en 1861, soit trois ans après la mort prématurée de son épouse Harriet Taylor Mill. Le texte ne sera publié que huit ans plus tard, en 1869.

## Présentation
En 1869 John Stuart Mill écrit et publie un essai intitulé The Subjection of Women . Le texte commence par une critique du mariage et de la place accordée à l'épouse. Celle-ci est entièrement soumise à son mari et cette situation est incompatible avec l'idéal d'égalité d'une société démocratique. Cette critique est par essence libérale car elle se fonde sur une égalité de tous les êtres humains à la naissance. Pour que l'égalité entre les hommes et les femmes devienne une réalité, l'égalité de droit est une condition nécessaire et suffisante. En effet, garantie par la loi, l'égalité s'imposera de fait à tous et toutes et dans toutes les occasions.
Un autre point important de l'essai est la déconstruction de la représentation des femmes. À l'époque, les femmes sont généralement vues comme "naturellement" plus faibles et moins douées intellectuellement que les hommes. Mill affirme le rôle prépondérant de la construction sociale dans ce type de représentation, qui permet de maintenir et renforcer la situation d'asservissement.